# Santa Cecilia, Delstaten Mexiko
Santa Cecilia är en ort i Mexiko.   Den ligger i kommunen Tenango del Valle och delstaten Mexiko, i den sydöstra delen av landet, 70 km sydväst om huvudstaden Mexico City. Santa Cecilia ligger 2 883 meter över havet och antalet invånare är 102.
Terrängen runt Santa Cecilia är huvudsakligen kuperad, men västerut är den bergig. Runt Santa Cecilia är det tätbefolkat, med 550 invånare per kvadratkilometer. Närmaste större samhälle är Tenango de Arista, 8,4 km nordost om Santa Cecilia. Omgivningarna runt Santa Cecilia är en mosaik av jordbruksmark och naturlig växtlighet.